# La straniera (film 1989)
La straniera (Cold Sassy Tree) è un film per la televisione del 1989, tratto da un romanzo di Olive Ann Burns e diretto dalla regista Joan Tewkesbury.

## Trama
All'inizio del ventesimo secolo in una città del sud degli Stati Uniti una giovane donna indipendente ed emancipata, Love, sposa per interesse un ricco uomo di trenta anni più vecchio di lei e la comunità, che già la vede di cattivo occhio, si spreca in pettegolezzi.